# Silêncio Aflito
Silêncio Aflito é o vigésimo terceiro álbum da cantora brasileira Shirley Carvalhaes, lançado no ano de 1999 pela gravadora Nancel Music sob produção musical de Melk Carvalhêdo e Tuca Nascimento.
Em 2018, foi considerado o 60º melhor álbum da década de 1990, de acordo com lista publicada pelo Super Gospel. O Álbum Vendeu mais de 1.500.00 (Um Milhão e Meio).

## Faixas
1. Deus Tremendo (Fabiano Barcellos) - 4:14
2. Vaso Quebrado (João Batista) - 4:05
3. Marcas da Dor (Geovany Aires) - 5:27
4. Lindo Coral (Suedson Damasceno) - 4:38
5. Jeová Jiré (Fabiano Barcellos) - 3:39
6. Silêncio Aflito (Elisrael) - 3:47
7. Jesus é Santo (Ademilson da Silva) - 6:18
8. A Vitória é do Povo de Deus (Fabiano Barcellos) - 4:50
9. Vai Ser Bom Demais (Paulo André) - 4:27
10. Ao Deus do Meu Louvor (Elisrael) - 5:06
11. Jesus Tem Todo Poder (Valdeci Aguiar) - 3:26
12. Vitória de Deus (Fabiano Barcellos) - 3:40

## Créditos
- Produção Executiva: Nando da Nancel

Nas faixas 1, 3, 5, 8, 10 e 12:
- Produção Musical: Tuca Nascimento
- Base: Renan Penedo
- Violão: Tuca Nascimento
- Acordeon: Leno
- Flauta: Robson
- Guitarra: Renan Penedo
- Trompa: Diógenes
- Sax: Lamir
- Trompete: Duhoum
- Trombone: Bira
- Bateria na música "Jeová Jiré": Valmir Bessa (Esquizito)
- Vocal: Marquinhos Nascimento, Tuca Nascimento, Gisele Nascimento, Wilian Nascimento, Moisés Freitas
- Assistente de Produção: Alisson (Macaxeira)
- Técnico: Nilson Santana (Nescau)
- Mixagem: Don Ney, Agenir Parreira
- Gravado e Mixado no Estúdio Canto de Vitória
- Masterização: Toney Fontes

Nas faixas 2, 4, 6, 7, 9 e 11:
- Arranjos e Produção Musical: Melquisedeque Carvalhêdo (Melk)
- Guitarras e Violões: Melk
- Bateria: Albino Infantozzi
- Baixo: Davi de Moura
- Teclados: Misael Júnior/Melk
- Programação de Bateria: Misael Júnior e Cleber Silva
- Violinos: Dalton, Ebenezer, Arthur Rulf, Zé Roque (viola)
- Sax Alto e Soprano: Esdras Galo
- Metais: Mauro Boim, Marcelo Boim, Cirino, Cicero
- Violão Flamenco: Fernando Dela Rua
- Vocais: Jairo Bonfim, Josy Bonfim e Joelma Bonfim
- Pandeiro: Cesinha
- Arranjos de Metais: Maestro Donizeti e Melk
- Regência de Voz: J. Santos e Melk
- Gravado nos estúdios: New Line (SP) e Multimix (PR)
- Técnicos de Gravação: Adilson Krüger, Marcelo Vitor e Melk
- Mixado por: Adilson, Getulio e Melk
- Estúdio de Mixagem: New Line
- Masterização: MCK por Wanderley